# 窗野螟属
窗野螟属（学名：Torulisquama）是草螟科下的一个属。

## 下属物种
本属包括以下物种：
- 角窗野螟 Torulisquama ceratophora [2]
- Torulisquama obliquilinealis
- 椭圆窗野螟 Torulisquama ovata [2]